# سع دوند سفلی
سعدوند سفلی (به لکی: سایوَن)، روستایی از توابع بخش مرکزی شهرستان هرسین در استان کرمانشاه ایران است.

## تاریخچه

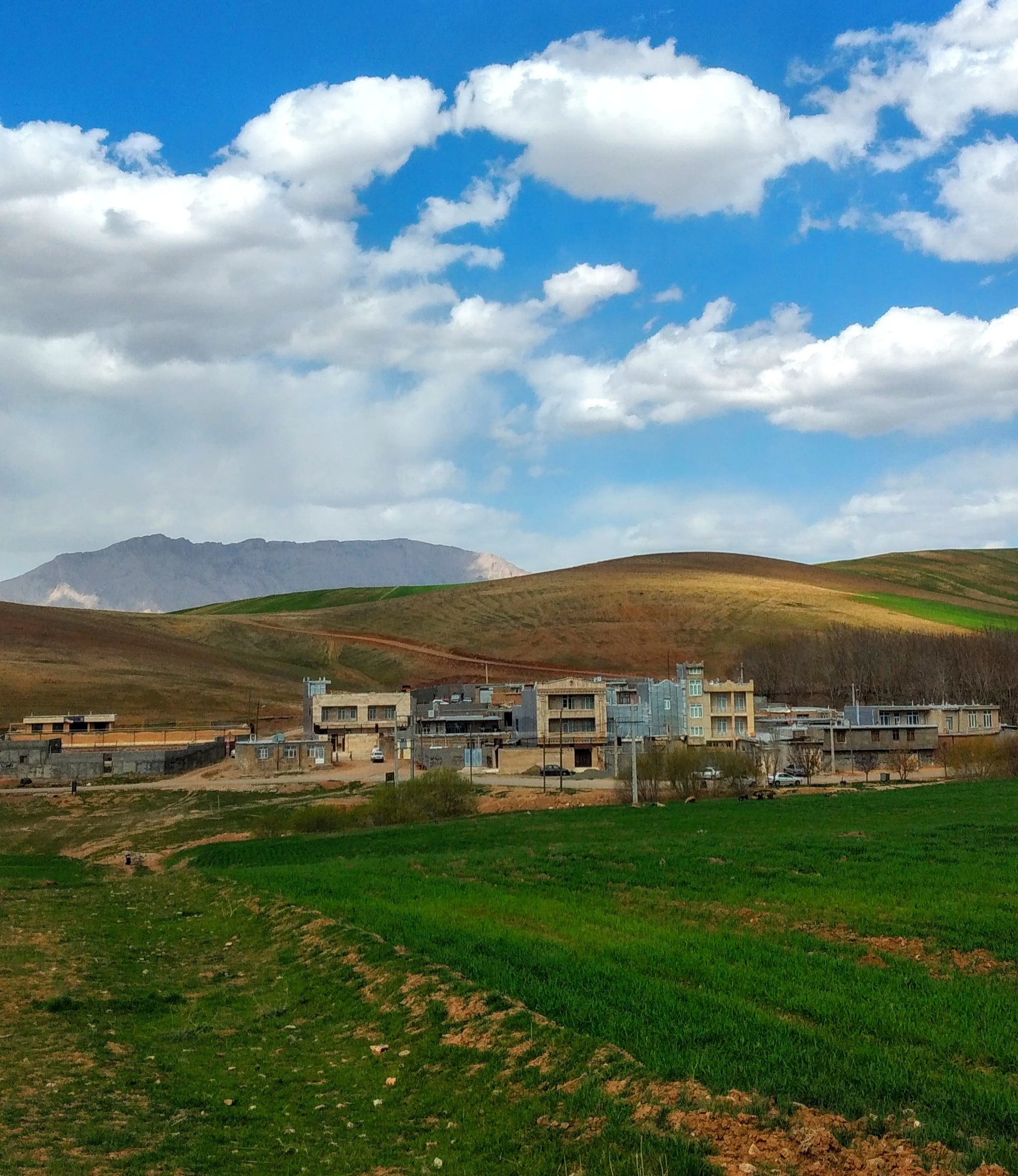
نمایی از روستای سعدوند سفلی در نوروز ۱۴۰۱

نام این روستا برگرفته از نام طایفه سعدوند (سایه‌وند) می باشد.
این طایفه بعد از شکست لطفعلی‌خان زند به دستور آقامحمدخان قاجار به همراه هفت طایفه دیگر به قم تبعید شدند که تعدادشان ۶۱۶ نفر نوشته شده است.
به دلیل این که از عشایر بودند و دام و طیور داشتند در مکانی ساکن شدند که به آب و مراتع کافی دسترسی داشته باشند و همین دلیل در منطقه قنوات قم ساکن شدند.
امروزه روستایی قم به نام حاجی‌آباد لک‌ها (شهر قنوات کنونی) وجود دارد که محل سکونت افراد تبعیدی این طایفه است.
در منابع تاریخی چون کتاب تاریخ و جغرافیای قم نوشته افضل‌الملک کرمانی و کتابچۀ طوایف و ایلات دارالایمان قم گردآوری شده در قم‌نامه نوشته سید حسین مدرسی طباطبایی) در این باره شرحی آمده است.

## جغرافیا و جمعیت
این روستا در دهستان حومه قرار دارد و براساس سرشماری مرکز آمار ایران در سال ۱۳۸۵، جمعیت آن ۱۱۶ نفر (۲۰ خانوار) بوده‌است.
در حال حاضر افراد ساکن در این روستا از طایفه مراد و اهالی کاکاوند هستند.
از روستای های همجوار این روستا می توان به سعدوند علیا (دَهسَنان)، چشمه مهدی (کَنی مِی) و همین‌طور کل کشوند سفلی (کَل کُشَن) اشاره کرد.
تنها اثر باستانی این روستا نیز تپه کلاو سعدوند سفلی است.